# Allochthonius
Genre
Synonymes
- Urochthonius Morikawa, 1954

Allochthonius est un genre de pseudoscorpions de la famille des Pseudotyrannochthoniidae.

## Distribution
Les espèces de ce genre se rencontrent en Asie de l'Est.

## Liste des espèces
Selon Pseudoscorpions of the World (version 3.0) :
- Allochthonius biocularis Morikawa, 1956
- Allochthonius borealis Sato, 1984
- Allochthonius buanensis Lee, 1982
- Allochthonius coreanus Morikawa, 1970
- Allochthonius fuscus Hu & Zhang, 2011
- Allochthonius ishikawai Morikawa, 1954
- Allochthonius kinkaiensis Sakayori, 2002
- Allochthonius montanus Sakayori, 2000
- Allochthonius opticus (Ellingsen, 1907)
- Allochthonius shintoisticus Chamberlin, 1929
- Allochthonius sichuanensis (Schawaller, 1995)
- Allochthonius tamurai Sakayori, 1999
- Allochthonius trigonus Hu & Zhang, 2011
- Allochthonius wui Hu & Zhang, 2011

et décrites depuis :
- Allochthonius bainiensis Gao, Hou & Zhang, 2023
- Allochthonius brevitus Hu & Zhang, 2012
- Allochthonius exornatus Gao & Zhang, 2013
- Allochthonius fanjingshan Gao, Zhang & Zhang, 2016
- Allochthonius jingyuanus Zhang & Zhang, 2014
- Allochthonius liaoningensi Hu & Zhang, 2012
- Allochthonius lini Li, 2023
- Allochthonius pandus Gao, Hou & Zhang, 2023
- Allochthonius ussuriensis (Beier, 1979)
- Allochthonius xinqiaoensis Gao, Hou & Zhang, 2023
- Allochthonius xuae Li, 2023
- Allochthonius yoshizawai Viana & Ferreira, 2021
- † Allochthonius balticus Schwarze, Harms, Hammel & Kotthoff, 2022

## Systématique et taxinomie
Ce genre a été décrit par Chamberlin en 1929 dans les Chthoniidae.
Urochthonius a été placé en synonymie par Harvey et Harms en 2022

## Publication originale
- Chamberlin, 1929 : « On some false scorpions of the suborder Heterosphyronida (Arachnida - Chelonethida). » Canadian Entomologist, vol. 61, p. 152-155.